# Filmindia
filmindia era una revista mensual inglesa de cinematografía que trataba sobre el cine de la India.  Fue creada por Baburao Patel en el año 1935, nombrándose la primera revista inglesa de cine publicada desde Bombay. Supuestamente, Patel puso en marcha la revista por su propia cuenta, y usaba este medio para “hacer que una película fuera un éxito o no”. Su columna más popular era “El correo de los editores” contestado por el propio Patel. La revista incluía noticias sobre películas, editoriales, estudios llevados a cabo, cotilleos, además de reseñas de películas de diferentes idiomas, principalmente del cine en Hindi y del regional, y reseñas asociadas al cine de Hollywood. Sus artículos incluían el lado menos conocido de los trabajadores del cine como los técnicos, los extras y los dobles.
Patel conoció al pintor S.M.Pandit sobre el año 1938, y le pidió que diseñara las portadas de filmindia. Uno de los ayudantes de Pandit, Raghubir Mulgaonkar, también era diseñador en la misma revista. Los dos trabajaron con Patel en filmindia durante 1930 y 1940.
La revista “causó sensación” en su lanzamiento con su astuta mezcla de chismes y reseñas, observación y opinión, y Patel se convirtió en una “celebridad” igual que las estrellas de cine sobre las que escribía. El objetivo de la revista era llegar a los "lectores de élite" que incluía a los jóvenes universitarios. Conocido como un símbolo de estatus entre los estudiantes universitarios, el actor Dev Anand contó que en su época en la universidad Lahore, “los chicos en el campus solían llevar copias de filmindia entre sus libros. Era su Biblia”.  Ramachandran y Rukmini declararon que “filmindia era la única revista que importaba en esos días”. Fue publicada desde el año 1935 hasta el año 1961.

## Historia

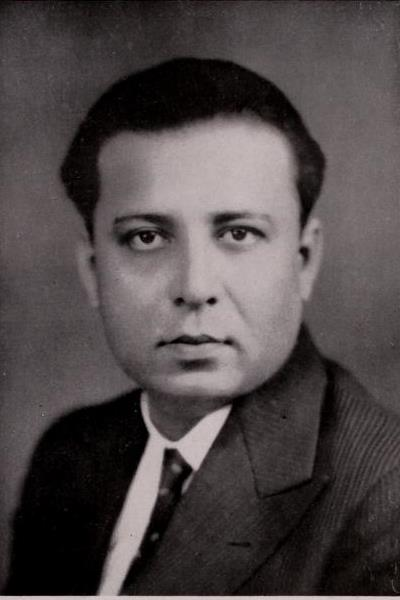
Baburao Patel (1904–1982) de filmindia enero de 1938

La revista de cine (dedicada exclusivamente al cine) llega por primera vez a la India, en el año 1924, por medio de la pionera guyaratí Mouj Majah, dirigida por J. K. Dwivedi. El éxito de sus publicaciones popularizó revistas como Bioscope, publicada por Shailjananda Mukherjee en 1930 y escrita en bengalí;  Filmland, escrita en inglés y publicada semanalmente en Bengal desde 1930;  y la hindi Chitrapat, dirigida por el neodelhiense Hrishamcharan Jain y fundada en 1934.
En 1935, al cumplir los 35, Baburao Patel (1904-1982) fundó filmindia (con una «f» minúscula en el nombre), publicada al principio por D. K. Parker y B. P. Samant y editada por Patel. Ya el primer número de la revista tuvo un éxito abrumador y Patel fue tomando poco a poco las riendas de la revista mensual. De este modo, filmindia logró «un estatus cultural sin precedentes». La revista dejó de publicarse en 1960, cuando los intereses políticos y nacionalistas de Patel le llevaron a lanzar una «revista nacional» llamada Mother India. Patel no se veía capaz de dirigir dos revistas al mismo tiempo; con lo cual, tomó la decisión de cerrar filmindia y centrarse en Mother India.
filmindia no solo se centró en el cine indio sino que además publicó comentarios críticos sobre política. Además, valoraba alrededor de 49 películas al año; de las cuales 31 recibían una mala crítica, 13 una crítica indiferente y aproximadamente 5 eran de su gusto. Cada mes alcanzaba cerca de 32.000 copias vendidas. filmindia fue una de las pocas revistas indias escrita por fanes vendida en países occidentales.
Tenía su propia oficina india de publicaciones en 104, Calle Apollo, Bombay. Tenía oficinas tanto en Calcuta como en Londres.

## Colaboradores
- Sushila Rani Patel (la segunda mujer de Patel) y Baburao Patel también escribieron bajo los pseudónimos de “Judas” y “Hyacinth”, con los que ambos produjeron casi todo el contenido de la revista.[12] Como Judas, redactaron la columna “Bombay informa”. Y como Hyacinth, Sushila Rani realizó entrevistas con celebridades del cine.
- K. A. Abbas fue el jefe de los críticos de cine en uno de los periódicos que entonces eran populares, clasificado como un diario “nacionalista”, The Bombay Chronicle. Abbas escribía a menudo columnas para filmindia.
- Revistas asociadas: “Review From New York” de P.S. Harrison (editor: Harrison’s Reports)
- Habib Tanvir describió su reunión con Patel y cómo le pidió que se reunieran en su despacho, lo que lo llevó a convertirse en asistente editorial de filmindia, “Fui el primer y el último asistente editorial de filmindia, de lo cual me sentí bastante orgulloso”.[16]

## Influencia
- Patel y Abbas fueron conocidos como "importantes comentaristas y expertos en cine " y se consideraban "activistas políticos". Su preocupación por la influencia del cine sobre "la nación y el nacionalismo " les hizo lanzar una campaña a nivel nacional contra las películas "anti India" en 1938. Incluidas películas imperiales como Revuelta en la India (1938), dirigida por Zoltan Korda, o Gunga Din (1939), dirigida por George Stevens, que según ellos "reforzaba los estereotipos imperialistas que veían a los colonizados como sujetos débiles y racialmente inferiores ". Según Mukherjee, "el asunto se trató en la Asamblea Central..., Patel envió telegramas a los ministros indios.[12] Se convirtió en el primer crítico en recibir una invitación como "delegado para leer una ponencia sobre cine y cultura, el primero en expresar una protesta contra las producciones anti India en Europa, el Reino Unido y EE. UU.".[13] El 1 de septiembre de 1938 "cientos de personas salieron a las calles de Bombay para manifestarse contra el lanzamiento de Revuelta en la India en los cines Excelsior y New Empire. La película fue retirada por sus distribuidores el 14 de septiembre de 1938.[12]

- Patel y Abbas fundaron la Film Journalists' Association (FJA) en 1938.

- Estudios de cine como Bombay Talkies, New Theatres Ltd. y Rajkamal Kalamandir se encontraban entre los favoritos de Abbas y Patel. Aparecieron en sus listas de "mejores películas" y de este modo generaron la atención de los académicos incluso décadas más tarde. Mientras que varios estudios de cine exitosos de esa época, como Ranjit Film Company, Saroj Movietone, Prakash Pictures, Saraswati Cinetone y Huns Pictures "permanecen indocumentados".[12]

- Los primeros en referirse a Madhubala como la "Venus de la pantalla india".[17]

## Columnas
- Editorial
- Bombay informa
- El correo del editor
- Reseñas
- Noticias desde el exterior
- Por la ciudad, que más tarde se convirtió en "Nuestra opinión"
- Estudio de primeros planos
- Fotos extranjeras del mes
- Horóscopo (posteriormente se suspendió)
- Gazapos del mes (posteriormente se suspendió)

## Popularidad
Según la autora y periodista Bhawna Somaya, "fue la revista de cine más popular de su época, muy apreciada por su postura atrevida sobre temas de actualidad y un estilo brillante de escritura. Se decía que la columna de Baburao favoreció y arruinó carreras". Los productores y directores temían sus "críticas ácidas".
Dev Anand afirmó: "cuando llegué a Bombay en busca de un descanso del cine, en algún lugar dentro de mí acechaba el deseo de conocer al hombre y echar un vistazo a este mago que significaba la industria del cine indio para mí. Baburao Patel hacía y deshacía estrellas. Consagraba o destruía una película de un solo plumazo. Qué poder tenía entonces”.

## Cita
Baburao Patel fue famoso por su agudo ingenio, y de acuerdo con Habib Tanveer también era perspicaz y escribía «con absoluta franqueza», « totalmente sin compasión alguna y con gracia». Frecuentemente se le criticaba y en un capítulo autobiográfico declaró:

Asumía la crítica como mi principal punto de venta. Esa es la mejor característica de filmindia. Y el "Correo del editor". Filmindia fue la única revista que tenía importancia en esos días. Los repartidores no distribuían los impresos después de leer mis comentarios. Sin embargo, nunca afectó a la opinión pública. La taquilla nunca se vio afectada.